# Patriarcat de Cilicie

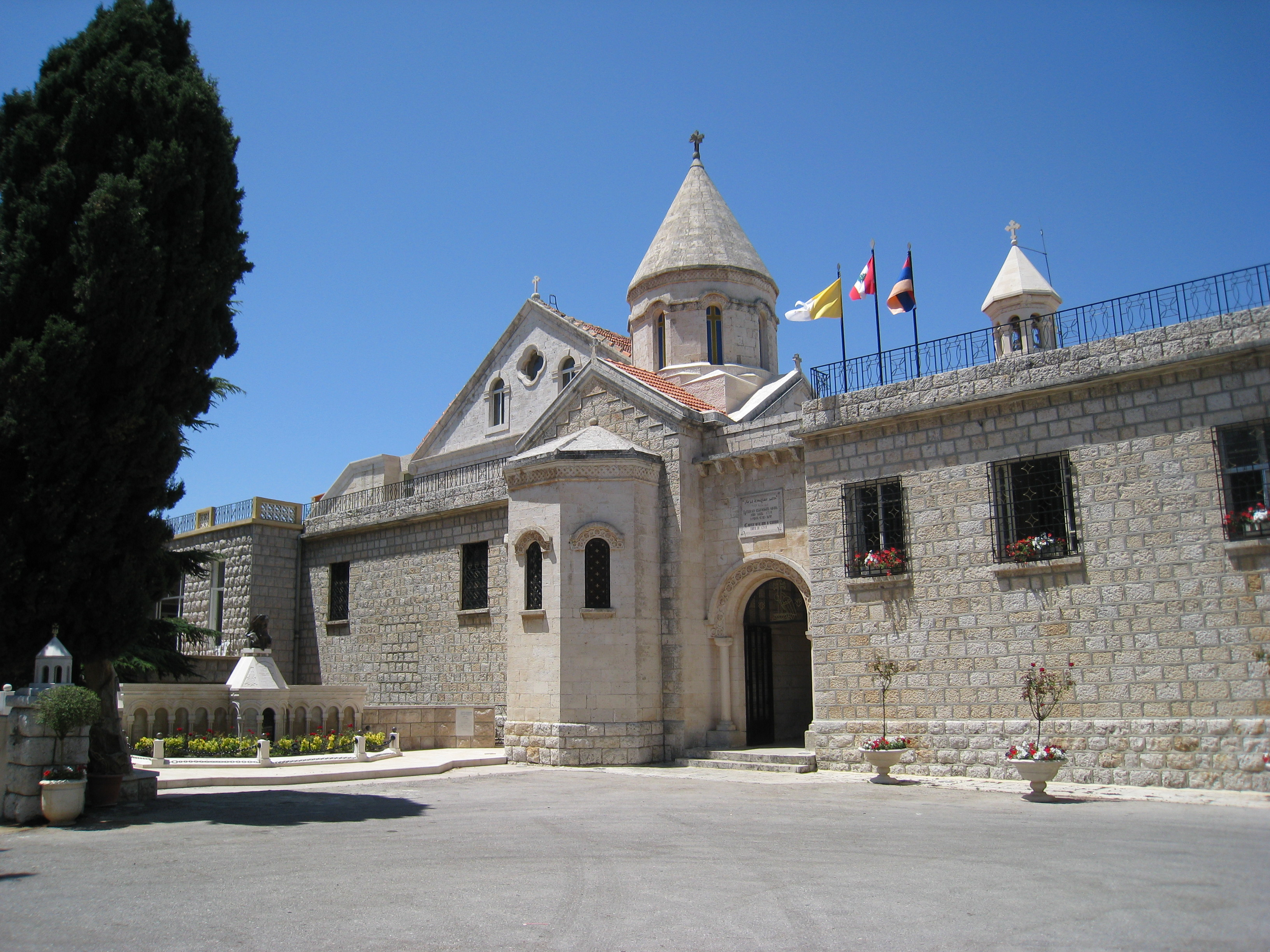
Patriarcat catholique arménien, Bzoummar, Liban (2).
À l'intérieur du complexe du Patriarcat catholique arménien à Bzoummar, au Liban.

Le patriarcat de Cilicie (latin : Patriarchatus Ciliciae Armenorum) est le seul patriarcat de l'Église catholique arménienne. Son siège est à la cathédrale Saint-Élie-et-Saint-Grégoire-l'Illuminateur de Beyrouth. Le patriarcat est dirigé depuis septembre 2021 par le patriarche Raphaël Bedros XXI Minassian.

## Histoire
Le diocèse de Cilicie date de 294 et a été élevé au rang de patriarcat en 1742. En 1866, le siège du patriarcat déménage à Constantinople, puis, en 1928 à Beyrouth, où il est toujours.
Actuellement dépendent du patriarcat de Cilicie les diocèses suivants:
- Éparchie de Kamichlié (Syrie)
- Éparchie d'Ispahan (en) (Iran)
- Éparchie d'Alexandrie (en) (Égypte)
- Exarchat patriarcal de Damas (en) (Syrie)
- Exarchat patriarcal de Jérusalem et d'Amman (Terre Sainte et Jordanie)

Ainsi que les archidiocèses, diocèses ou ordinariat d'Alep, de Bagdad, d'Istanbul, d'Europe orientale, de France, de Grèce, de Roumanie, d'Ukraine, d'Argentine, d'Amérique latine, des États-Unis.